# Prémios Emmy do Primetime de 2022
A 74.ª edição dos Prémios Emmy do Primetime premiou os melhores programas de televisão no horário nobre dos Estados Unidos exibidos no período de 1.º de junho de 2021 a 31 de maio de 2022, conforme escolhido pela Academia de Artes e Ciências da Televisão. A cerimônia foi realizada em 12 de setembro de 2022, com transmissão nos EUA pela NBC. As indicações foram divulgadas em 12 de julho de 2022 pelos atores J. B. Smoove e Melissa Fumero.

## Indicados e vencedores

### Programas
| Melhor Série de Comédia - Ted Lasso (Apple TV+) - Abbott Elementary (ABC) - Barry (HBO / HBO Max) - Curb Your Enthusiasm (HBO / HBO Max) - Hacks (HBO / HBO Max) - The Marvelous Mrs. Maisel (Prime Video) - Only Murders in the Building (Hulu) - What We Do in the Shadows (FX)                                                            | Melhor Série Dramática - Succession (HBO / HBO Max) - Better Call Saul (AMC) - Euphoria (HBO / HBO Max) - Ozark (Netflix) - Severance (Apple TV+) - Squid Game (Netflix) - Stranger Things (Netflix) - Yellowjackets (Showtime)                                                                 |
| Melhor Série Limitada ou Antológica - The White Lotus (HBO / HBO Max) - Dopesick (Hulu) - The Dropout (Hulu) - Inventing Anna (Netflix) - Pam & Tommy (Hulu) | Melhor programa de competição - Lizzo's Watch Out for the Big Grrrls (Prime Video) - The Amazing Race (CBS) - Nailed It! (Netflix) - RuPaul's Drag Race (VH1) - Top Chef (Bravo) - The Voice (NBC)                                                                                              |
| Outstanding Variety Talk Series - Last Week Tonight with John Oliver (HBO / HBO Max) - The Daily Show with Trevor Noah (Comedy Central) - Jimmy Kimmel Live! (ABC) - Late Night with Seth Meyers (NBC) - The Late Show with Stephen Colbert (CBS)                                                                                            | Melhor programa de esquetes - Saturday Night Live (NBC) - A Black Lady Sketch Show (HBO / HBO Max) |
| Melhor Especial de Variedades (Ao Vivo) - The Pepsi Super Bowl LVI Halftime Show Starring Dr. Dre, Snoop Dogg, Mary J. Blige, Eminem, Kendrick Lamar and 50 Cent (NBC) - The 64th Annual Grammy Awards (CBS) - Live in Front of a Studio Audience: The Facts of Life and Diff'rent Strokes (ABC) - The Oscars (ABC) - 74th Tony Awards (CBS) | Melhor Especial de Variedades (Pré-Gravado) - Adele One Night Only (CBS) - Dave Chappelle: The Closer (Netflix) - Harry Potter 20th Anniversary: Return to Hogwarts (HBO / HBO Max) - Norm Macdonald: Nothing Special (Netflix) - One Last Time: An Evening with Tony Bennett & Lady Gaga (CBS) |

### Atuações

#### Atuação principal
| Melhor ator principal em série de comédia - Jason Sudeikis – Ted Lasso como Ted Lasso (Apple TV+) - Donald Glover – Atlanta como Earn (FX) - Bill Hader – Barry como Barry Berkman / Barry Block (HBO / HBO Max) - Nicholas Hoult – The Great como Pedro III da Rússia / Iemelian Pugachev (Hulu) - Steve Martin – Only Murders in the Building como Charles-Haden Savage (Hulu) - Martin Short – Only Murders in the Building como Oliver Putnam (Hulu)        | Melhor atriz principal em série de comédia - Jean Smart – Hacks como Deborah Vance (HBO / HBO Max) - Rachel Brosnahan – The Marvelous Mrs. Maisel como Miriam "Midge" Maisel (Prime Video) - Quinta Brunson – Abbott Elementary como Janine Teagues (ABC) - Kaley Cuoco – The Flight Attendant como Cassie Bowden (HBO / HBO Max) - Elle Fanning – The Great como Catarina II da Rússia (Hulu) - Issa Rae – Insecure como Issa (HBO / HBO Max) |
| Melhor ator principal em série dramática - Lee Jung-jae – Squid Game como Seong Gi-hun (Netflix) - Jason Bateman – Ozark como Marty Byrde (Netflix) - Brian Cox – Succession como Logan Roy (HBO / HBO Max) - Bob Odenkirk – Better Call Saul como Jimmy McGill (AMC) - Adam Scott – Severance como Mark Scout (Apple TV+) - Jeremy Strong – Succession como Kendall Roy (HBO / HBO Max)                                                                        | Melhor atriz principal em série dramática - Zendaya – Euphoria como Rue Bennett (HBO / HBO Max) - Jodie Comer – Killing Eve como Villanelle (BBC America) - Laura Linney – Ozark como Wendy Byrde (Netflix) - Melanie Lynskey – Yellowjackets como Shauna (Showtime) - Sandra Oh – Killing Eve como Eve Polastri (BBC America) - Reese Witherspoon – The Morning Show como Bradley Jackson (Apple TV+)                                         |
| Melhor ator principal em série limitada ou antológica - Michael Keaton – Dopesick como Dr. Samuel Finnix (Hulu) - Colin Firth – The Staircase como Michael Peterson (HBO / HBO Max) - Andrew Garfield – Under the Banner of Heaven como Det. Jeb Pyre (FX) - Oscar Isaac – Scenes from a Marriage como Jonathan Levy (HBO / HBO Max) - Himesh Patel – Station Eleven como Jeevan Chaudhary (HBO / HBO Max) - Sebastian Stan – Pam & Tommy como Tommy Lee (Hulu) | Melhor atriz principal em série limitada ou antológica - Amanda Seyfried – The Dropout como Elizabeth Holmes (Hulu) - Toni Collette – The Staircase como Kathleen (HBO / HBO Max) - Julia Garner – Inventing Anna como Anna Delvey (Netflix) - Lily James – Pam & Tommy como Pamela Anderson (Hulu) - Sarah Paulson – Impeachment: American Crime Story como Linda Tripp (FX) - Margaret Qualley – Maid como Alex Russell (Netflix)            |

#### Atuação coadjuvante
| Melhor ator coadjuvante em série de comédia - Brett Goldstein – Ted Lasso como Roy Kent (Apple TV+) - Anthony Carrigan – Barry como NoHo Hank (HBO / HBO Max) - Henry Winkler – Barry como Gene Cousineau (HBO / HBO Max) - Toheeb Jimoh – Ted Lasso como Sam Obisanya (Apple TV+) - Nick Mohammed – Ted Lasso como Nathan Shelley (Apple TV+) - Tony Shalhoub – The Marvelous Mrs. Maisel como Abe Weissman (Prime Video) - Tyler James Williams – Abbott Elementary como Gregory Eddie (ABC) - Bowen Yang – Saturday Night Live como vários personagens (NBC) | Melhor atriz coadjuvante em série de comédia - Sheryl Lee Ralph – Abbott Elementary como Barbara Howard (ABC) - Alex Borstein – The Marvelous Mrs. Maisel como Susie Myerson (Prime Video) - Hannah Einbinder – Hacks como Ava Daniels (HBO / HBO Max) - Janelle James – Abbott Elementary como Ava Coleman (ABC) - Kate McKinnon – Saturday Night Live como vários personagens (NBC) - Sarah Niles – Ted Lasso como Dr. Sharon Fieldstone (Apple TV+) - Juno Temple – Ted Lasso como Keeley Jones (Apple TV+) - Hannah Waddingham – Ted Lasso como Rebecca Welton (Apple TV+) |
| Melhor ator coadjuvante em série dramática - Matthew Macfadyen – Succession como Tom Wambsgans (HBO / HBO Max) - Nicholas Braun – Succession como Greg Hirsch (HBO / HBO Max) - Kieran Culkin – Succession como Roman Roy (HBO / HBO Max) - Billy Crudup – The Morning Show como Cory Ellison (Apple TV+) - O Yeong-su – Squid Game como Oh Il-nam (Netflix) - Park Hae-soo – Squid Game como Cho Sang-woo (Netflix) - John Turturro – Severance como Irving Bailiff (Apple TV+) - Christopher Walken – Severance como Burt Goodman (Apple TV+)                 | Melhor atriz coadjuvante em série dramática - Julia Garner – Ozark como Ruth Langmore (Netflix) - Patricia Arquette – Severance como Harmony Cobel (Apple TV+) - HoYeon Jung – Squid Game como Kang Sae-byeok (Netflix) - Christina Ricci – Yellowjackets como Misty (Showtime) - Rhea Seehorn – Better Call Saul como Kim Wexler (AMC) - J. Smith-Cameron – Succession como Gerri Kellman (HBO / HBO Max) - Sarah Snook – Succession como Shiv Roy (HBO / HBO Max) - Sydney Sweeney – Euphoria como Cassie (HBO / HBO Max)                                                    |
| Melhor ator coadjuvante em série limitada ou antológica - Murray Bartlett – The White Lotus como Armond (HBO / HBO Max) - Jake Lacy – The White Lotus como Shane Patton (HBO / HBO Max) - Steve Zahn – The White Lotus como Mark Mossbacher (HBO / HBO Max) - Seth Rogen – Pam & Tommy como Rand Gauthier (Hulu) - Will Poulter – Dopesick como Billy Cutler (Hulu) - Peter Sarsgaard – Dopesick como Rick Mountcastle (Hulu) - Michael Stuhlbarg – Dopesick como Richard Sackler (Hulu)                                                                        | Melhor atriz coadjuvante em série limitada ou antológica - Jennifer Coolidge – The White Lotus como Tanya (HBO / HBO Max) - Connie Britton – The White Lotus como Nicole Mossbacher (HBO / HBO Max) - Alexandra Daddario – The White Lotus como Rachel Patton (HBO / HBO Max) - Natasha Rothwell – The White Lotus como Belinda (HBO / HBO Max) - Sydney Sweeney – The White Lotus como Olivia Mossbacher (HBO / HBO Max) - Kaitlyn Dever – Dopesick como Betsy Mallum (Hulu) - Mare Winningham – Dopesick como Diane Mallum (Hulu)                                            |

### Roteiro
| Melhor roteiro em série de comédia - Abbott Elementary: "Pilot" – Quinta Brunson (ABC) - Barry: "710N" – Duffy Boudreau (HBO / HBO Max) - Barry: "starting now" – Alec Berg e Bill Hader (HBO / HBO Max) - Hacks: "The One, the Only" – Lucia Aniello, Paul W. Downs e Jen Statsky (HBO / HBO Max) - Only Murders in the Building: "True Crime" – Steve Martin e John Hoffman (Hulu) - Ted Lasso: "No Weddings and a Funeral" – Jane Becker (Apple TV+) - What We Do in the Shadows: "The Casino" – Sarah Naftalis (FX) - What We Do in the Shadows: "The Wellness Center" – Stefani Robinson (FX) | Melhor roteiro em série de dramática - Succession: "All the Bells Say" – Jesse Armstrong (HBO / HBO Max) - Better Call Saul: "Plan e Execution" – Thomas Schnauz (AMC) - Ozark: "A Hard Way to Go" – Chris Mundy (Netflix) - Severance: "The We We Are" – Dan Erickson (Apple TV+) - Squid Game: "One Lucky Day" – Hwang Dong-hyuk (Netflix) - Yellowjackets: "F Sharp" – Jonathan Lisco, Ashley Lyle e Bart Nickerson (Showtime) - Yellowjackets: "Pilot" – Ashley Lyle e Bart Nickerson (Showtime) |
| Melhor roteiro em série limitada, antológica ou telefilme - The White Lotus – Mike White (HBO / HBO Max) - Dopesick: "The People vs. Purdue Pharma" – Danny Strong (Hulu) - The Dropout: "I'm in a Hurry" – Elizabeth Meriwether (Hulu) - Impeachment: American Crime Story: "Man Handled" – Sarah Burgess (FX) - Maid: "Snaps" – Molly Smith Metzler (Netflix) - Station Eleven: "Unbroken Circle" – Patrick Somerville (HBO / HBO Max) | Melhor roteiro em série de variedades - Last Week Tonight with John Oliver (HBO / HBO Max) - A Black Lady Sketch Show (HBO / HBO Max) - The Daily Show with Trevor Noah (Comedy Central) - The Late Show with Stephen Colbert (CBS) - Saturday Night Live (NBC) |

### Direção
| Melhor direção em série de comédia - Ted Lasso: "No Weddings and a Funeral" – MJ Delaney (Apple TV+) - Atlanta: "New Jazz" – Hiro Murai (FX) - Barry: "710N" – Bill Hader (HBO / HBO Max) - Hacks: "There Will Be Blood" – Lucia Aniello (HBO / HBO Max) - The Ms. Pat Show: "Baby Daddy Groundhog Day" – Mary Lou Belli (BET+) - Only Murders in the Building: "The Boy from 6B" – Cherien Dabis (Hulu) - Only Murders in the Building: "True Crime" – Jamie Babbit (Hulu) | Melhor direção em série de drama - Squid Game: "Red Light, Green Light" – Hwang Dong-hyuk (Netflix) - Ozark: "A Hard Way to Go" – Jason Bateman (Netflix) - Severance: "The We We Are" – Ben Stiller (Apple TV+) - Succession: "All the Bells Say" – Mark Mylod (HBO / HBO Max) - Succession: "The Disruption" – Cathy Yan (HBO / HBO Max) - Succession: "Too Much Birthday" – Lorene Scafaria (HBO / HBO Max) - Yellowjackets: "Pilot" – Karyn Kusama (Showtime) |
| Melhor direção em série limitada, antológica ou telefilme - The White Lotus – Mike White (HBO / HBO Max) - Dopesick: "The People vs. Purdue Pharma" – Danny Strong (Hulu) - The Dropout: "Green Juice" – Michael Showalter (Hulu) - The Dropout: "Iron Sisters" – Francesca Gregorini (Hulu) - Maid: "Sky Blue" – John Wells (Netflix) - Station Eleven: "Wheel of Fire" – Hiro Murai (HBO / HBO Max)                                                                       | |